# ГЕС Донг-Най 4
ГЕС Донг-Най 4 — гідроелектростанція у південній частині В'єтнаму. Знаходячись між ГЕС Донг-Най 3 (вище за течією) та ГЕС Донг-Най 5, входить до складу каскаду на річці Донг-Най, яка починається на плато Lâm Viên та тече у західному і південному напрямках до злиття на околиці Хошиміна з річкою Сайгон (унаслідок цього формується Soài Rạp, котра за чотири десятки кілометрів досягає Південнокитайського моря).
У межах проєкту річку перекрили греблею з ущільненого котком бетону висотою 128 метрів, довжиною 511 метрів та шириною по гребеню 10 метрів, яка потребувала 1370 тис. м3 матеріалу. Вона утримує водосховище об'ємом 337 млн м3 (корисний об'єм 17 млн м3), в якому припустиме коливання рівня поверхні в операційному режимі між позначками 474 та 476 метрів НРМ.
Зі сховища через лівобережний масив прокладено дериваційний тунель довжиною 4,9 км з діаметром 8 метрів. На завершенні він сполучений із запобіжною балансувальною системою, котра складається з двох камер висотою 70 і 35 метрів та діаметром 20 і 7 метрів відповідно. На завершальному етапі до машинного залу прокладено напірний водовід довжиною 0,3 км із діаметром 7 метрів. Можливо відзначити, що оскільки річка описує після греблі вигнуту на північ дугу, відстань до машинного залу по руслу перевищує 15 км.
Наземний зал обладнали двома турбінами типу Френсіс потужністю по 170 МВт, які при напорі у 176 метрів забезпечують виробництво 1,1 млрд кВт·год електроенергії на рік.
Видача продукції відбувається по ЛЕП, розрахованій на роботу під напругою 220 кВ.